# Głuchówka
Głuchówka (też: Głuchowa; czes.: Hluchová) – potok w Paśmie Czantorii i Stożka w Beskidzie Śląskim, prawobrzeżny dopływ Olzy. Długość 13,2 km. Na całej długości znajduje się na terenie Czech.
Źródłowy odcinek potoku tworzy kilka drobnych cieków wodnych, które mają swe źródła na wysokości 800–850 m n.p.m. na północno-zachodnich stokach szczytowego spiętrzenia Wielkiego Stożka. Spływa w kierunku północno-zachodnim głęboką, w większości zalesioną i prawie niezamieszkaną doliną, rozdzielającą główny grzbiet pasma Czantorii – Stożka od "ramienia Łączki i Filipki". W Nydku przyjmuje swój jedyny większy dopływ, prawobrzeżny potok Strzelma spod granicznego grzbietu pasma Stożka-Czantorii w rejonie przełęczy Beskidek, po czym skręca w kierunku południowo-zachodnim i w Bystrzycy, na wysokości ok. 323 m n.p.m. uchodzi do Olzy.
Obecnie dolina Głuchówki nabiera powoli charakteru rekreacyjnego. W dolinie powstają nowe domy, a ostatnie stare chałupy na stokach zamieniane są w domy letniskowe. Komunikacja autobusowa z Nydku aż do górnej części doliny, zwanej Kolibiskami.
Ok. 500 m powyżej Kolibisk w XIX w. zbudowano na potoku zaporę, powyżej której powstał niewielki sztuczny zbiornik wodny (tzw. klauza Głuchowa). Odbudowany w latach 70. XX w., pozostaje w zarządzie czeskich Lasów Państwowych. Nie jest przeznaczony ani do celów rekreacyjnych (kąpiel wzbroniona) ani do połowu ryb.
Doliną Głuchówki w jej dolnym biegu wiodą niebieskie  znaki szlaku turystycznego z Nydku na Wielki Soszów.